# 茂別村
茂別村（もべつむら）は、かつて北海道上磯郡に存在した村である。

## 沿革
- 1906年（明治39年）4月1日 - 北海道二級町村制施行により上磯郡茂辺地村、石別村が合併し、茂別村が発足。函館支庁に所属。
- 1922年（大正11年）8月3日 - 支庁の改称により渡島支庁に所属。
- 1955年（昭和30年）4月1日 - 上磯郡上磯町に編入され消滅。